# Semjong (Bhutan)
Semjong – gewog w dystrykcie Cirang, w Bhutanie. Według danych z 2017 roku liczył 1312 mieszkańców.